# Saint-Pierre-la-Vieille
Saint-Pierre-la-Vieille é uma ex-comuna francesa na região administrativa da Normandia, no departamento de Calvados. Estendeu-se por uma área de 12,54 km². Em 2010 a comuna tinha 363 habitantes (densidade: 28,9 hab./km²).
Em 1 de janeiro de 2017 foi fundida com as comunas de Condé-sur-Noireau, La Chapelle-Engerbold, Lénault, Proussy e Saint-Germain-du-Crioult para a criação da nova comuna de Condé-en-Normandie.